# New Killer Star
"New Killer Star" é uma canção composta pelo músico britânico David Bowie para o álbum Reality, de 2003. A faixa foi lançada como single em setembro desse ano.

## Faixas[2]

### CD: ISO-Columbia / COL 674275 1 (Itália)
1. "New Killer Star" - 4:40
2. "Love Missile F1-11"

### CD: ISO-Columbia / 38K 3445 (Canadá)
1. "New Killer Star" (Edit) - 3:42
2. "Love Missile F1-11"

### DVD: ISO/Columbia COL 674275 9 (Áustria)
1. "New Killer Star (Video version)" - 3:40
2. "Reality (Electronic Press Kit)"
3. "Love Missile F1-11"

## Créditos
- Produtores:
  - David Bowie
  - Tony Visconti
- Músicos:
  - David Bowie: vocais, guitarra
  - Earl Slick: guitarra
  - Mike Garson: teclado
  - Gail Ann Dorsey: vocais de fundo
  - Sterling Campbell: bateria
  - Catherine Russell: vocais de fundo
  - Tony Visconti: baixo
  - Gerry Leonard: guitarra, vocais de fundo